# Bullitt (Film)
Bullitt ist ein Kriminalfilm-Drama aus dem Jahr 1968 von Regisseur Peter Yates mit Steve McQueen in der Hauptrolle. Das Drehbuch basiert auf dem Kriminalroman Polizeirevier 52, New York (Originaltitel: Mute Witness) von Robert L. Pike.

## Handlung
Lieutenant Frank Bullitt vom San Francisco Police Department bekommt vom Staatsanwalt Walter Chalmers den Auftrag, dessen Kronzeugen, einen gewissen Johnny Ross, zu beschützen. Von dessen Aussage in einer anstehenden Anhörung vor einem Senatsausschuss erhofft sich der reiche und politisch ambitionierte Chalmers neben der Verbrechensaufklärung vor allem auch einen Karriereschub. Die gesamte Handlung spielt an dem Wochenende vor der Anhörung und erstreckt sich über den Zeitraum von Freitag- bis Sonntagnacht.
Ross arbeitete mit seinem Bruder Pete für das Syndikat in Chicago. Dort hat Ross seinen Bossen zwei Millionen Dollar gestohlen, woraufhin man schon zweimal versucht hat, ihn umzubringen, bevor er nach San Francisco entkam. Bullitt und seine Detective Sergeants Delgetti und Stanton sollen Ross, der in einem billigen Hotel abgestiegen ist, rund um die Uhr bewachen. Ross hat mehrmals telefoniert, bevor er dort einzog und mit der Polizei Kontakt aufnahm. Am Samstagabend, während Stantons Schicht, meldet der Portier über das Haustelefon Staatsanwalt Chalmers mit einem Freund an, die beide angeblich zu ihnen hinauf auf das Zimmer wollen. Stanton ruft daraufhin Bullitt zu Hause an, der Stanton anweist, die beiden nicht hineinzulassen, da jemand wie Chalmers nicht um ein Uhr morgens einfach dort auftauchen würde. Während Stanton telefoniert, öffnet Ross heimlich die Sicherheitskette der Tür. Daraufhin stürmt ein Killer mit seinem „Backup man“ herein. Der Killer schießt mit einer Winchester Model 1897 auf Ross, nachdem er und sein Komplize Stanton mit einem Beinschuss und einem Fußtritt außer Gefecht gesetzt haben.
Der lebensgefährlich verletzte Ross und Stanton werden in ein Krankenhaus gebracht. Bullitt will den Fall aufklären und sowohl den Killer als auch den Mafiaboss finden, der das Attentat angeordnet hat. Chalmers ist verärgert und beschuldigt Bullitt, seine Karriere zu gefährden, falls Ross sterben sollte. Weder der verletzte Detective noch das Killerkommando der Chicagoer Mafia kümmern Chalmers sonderlich. Ihm geht es allein darum, dass durch die Anhörung seine Karriere befördert wird. Er versucht daher, Bullitts Nachforschungen zu unterbinden.
Stanton überlebt, und Ross kommt mit einer „Fünfzig zu Fünfzig“-Chance aus dem OP. Kurz danach taucht einer der beiden Gangster im Krankenhaus auf, um Ross zu töten. Der Gangster wird aber von einer Krankenschwester im Treppenhaus entdeckt, als er gerade sein Mordwerkzeug – einen Eispickel – griffbereit macht. Bullitt versucht, den Gangster bei dessen Flucht aus dem Krankenhaus zu fassen. Der kann jedoch entwischen. Als Ross kurz darauf stirbt, hält Bullitt die Nachricht von dessen Tod zurück und weist den behandelnden Arzt an, die Krankenakten verschwinden und Ross als unbekanntes Mordopfer registrieren zu lassen.
Chalmers erhöht währenddessen den Druck auf Bullitt, indem er dessen Vorgesetzten Captain Bennett aufsucht und seinen Zeugen zurückfordert. Bullitt rekonstruiert Ross’ Ankunft in San Francisco und verfolgt seine Telefonanrufe mit Hilfe des Taxifahrers zurück, der Ross nach seiner Ankunft in San Francisco mitgenommen hat. Dabei stößt er auf ein Hotelzimmer in San Mateo, das von einer gewissen Dorothy Simmons gebucht wurde. Bullitt vermutet inzwischen, dass Ross nicht derjenige war, der er zu sein vorgab. Zu seinem eigenen Wagen zurückgekehrt, fällt Bullitt der schwarze Dodge Charger der beiden Mafia-Gangster auf. Sie beschatten ihn offensichtlich, wie ihm plötzlich klar wird.
Es folgt eine Autoverfolgungsjagd zwischen Bullitt und den auf ihn angesetzten Killern. Sie folgen Bullitt und wollen ihm eine Falle stellen. Bullitt kann entwischen, taucht dann aber mit seinem Ford Mustang hinter dem Dodge auf. Dessen Fahrer wartet auf eine günstige Gelegenheit und versucht, Bullitt an einer Kreuzung abzuhängen, worauf eine Hochgeschwindigkeits-Verfolgungsjagd durch die Straßen von San Francisco beginnt. Außerhalb der Stadt setzt sie sich fort. Der Killer auf dem Beifahrersitz schießt mit seiner Pumpgun auf Bullitt, doch dieser kann den gegnerischen Wagen schließlich von der Straße abdrängen. Der Dodge-Fahrer verliert daraufhin die Kontrolle über seinen Wagen und rast in eine Tankstelle, die auf spektakuläre Weise explodiert. Mit Mühe bringt Bullitt seinen Mustang schwer beschädigt abseits der Strecke zum Stehen, während die Gangster in ihrem Fahrzeug verbrennen.
Zurück auf der Polizeistation erstattet Bullitt Captain Bennett Bericht. Captain Baker wird Zeuge des Gesprächs und erfährt so von Dorothy Simmons. Bullitt kann für seine Fahrt nach San Mateo keinen Wagen aus dem Fuhrpark  der Polizeiwache erhalten und lässt sich daher von seiner Freundin Cathy fahren. Im Hotelzimmer entdeckt er die Leiche der soeben ermordeten Mrs. Simmons. Als mehrere Polizisten auftauchen, ist Bullitts Freundin alarmiert, läuft hinterher und sieht die tote Frau auf dem Boden liegen. Verstört und befremdet muss sie erkennen, was Bullitts eigentliche Arbeit ausmacht und wie abgebrüht und routiniert er agiert. Von dieser Seite kannte sie ihn bisher nicht. Sie fragt ihn, ob ihre Beziehung überhaupt noch einen Sinn habe, da er in einer anderen Welt lebe als sie.
Aus dem Gepäck der Toten erfahren Bullitt und Delgetti deren richtigen Namen, der Dorothy Renick lautet, und auch, dass sie mit ihrem Mann auf einen Flug nach Rom gebucht war. Außerdem finden sie eine große Anzahl von Reiseschecks.
Bullitt lässt sich die Passfotos von Ross über einen Magnavox Telecopier – eines der ersten Faxgeräte, das 1966 auf den Markt gekommen war – aus Chicago übermitteln. Dadurch findet er heraus, dass Chalmers in die Irre geführt wurde: Bei dem Toten handelte es sich nicht um John E. Ross, sondern um den Gebrauchtwagenhändler Albert Edward Renick aus Chicago, der ohne jegliche Verbindungen zur Mafia war. Bullitt schließt daraus, dass Renick vom wirklichen John E. Ross engagiert wurde, um sich für diesen auszugeben. Währenddessen plante Ross, mit Renicks Pass das Land zu verlassen. Ross opferte Renick, um sich aus der Affäre zu ziehen, und beseitigte dessen Frau.
Bullitt will Ross aufhalten, bevor sich dieser mit Renicks Pass nach Rom absetzen kann. Er erreicht den Flughafen, und obwohl das Flugzeug bereits auf dem Weg zur Startbahn ist, gelingt es Bullitt, die Maschine noch einmal zum Terminal zurückbeordern zu lassen. Der Pilot meldet das an die Passagiere, so dass Ross alarmiert und gewarnt ist. Bullitt betritt das Flugzeug, während die Passagiere aussteigen, und sieht, wie Ross aus der hinteren Tür des Flugzeugs flüchtet. Er verfolgt ihn zu Fuß über das Vorfeld des Flughafens zwischen rollenden Flugzeugen hindurch. Bei der Verfolgung im Abfertigungsgebäude erschießt Ross einen Flughafenpolizisten. Bullitt streckt Ross schließlich mit zwei Schüssen nieder.
Als Bullitt zu seiner Wohnung zurückkehrt, stellt er fest, dass seine Freundin in seinem Bett schläft und sich für ihn entschieden hat.

## Hintergrund

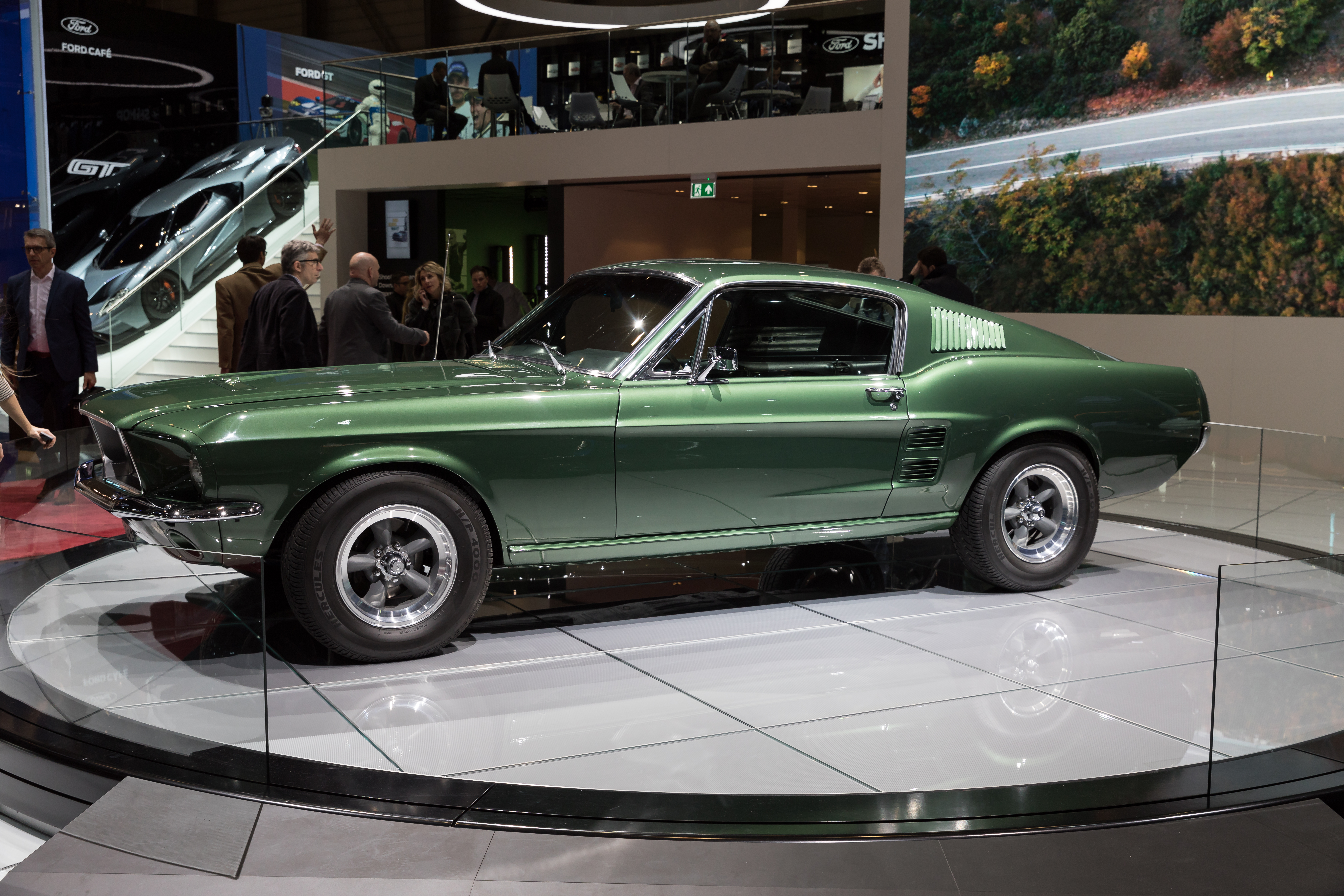
Replika des Bullitt-Ford Mustang

Besondere Bekanntheit erlangte der Film aufgrund einer der längsten Verfolgungsjagden der Filmgeschichte zwischen einem 1968er Ford Mustang Fastback und einem Dodge Charger R/T (1968er Modell) in und bei San Francisco. Die ca. dreiwöchigen Dreharbeiten ergaben eine knapp zehnminütige Sequenz, die keine Dialoge enthält. Lediglich der Titel Shifting Gears von Lalo Schifrin begleitet die Szenen, ohne sich aufzudrängen.  Für die Aufnahmen wurden zwei Chargers und zwei Mustangs verwendet. Die verwendeten Mustangs wurden dem Filmteam vom Hersteller Ford zur Verfügung gestellt, sie mussten allerdings stark getunt werden, um mit den serienmäßig leistungsstärkeren Dodge Chargers mithalten zu können. Beim Schnitt ergaben sich einige Absonderlichkeiten:
Der Charger verliert während der Verfolgungsjagd mehr Radkappen, als Räder am Auto vorhanden sind: Beim letzten Stunt fallen gleich noch einmal alle vier ab. Außerdem fehlen während verschiedener Szenen wiederholt Radkappen an unterschiedlichen Rädern.
Derselbe grüne VW Käfer wird insgesamt viermal an der gleichen Straßenstelle überholt.
Während der Verfolgungsjagd schaltet Bullitt das Getriebe insgesamt 16-mal einen Gang höher, ohne auch nur einmal einen Gang zurückzuschalten. Das Schaltgetriebe des 1968er Ford Mustang GT 390 Fastback besitzt 4 Gänge.
Noch vor der schnellen Verfolgungsjagd, als der Mustang links abbiegt und dann wieder hinter dem Charger auftaucht, sind schon Beulen in der Karosserie auf der rechten Seite.
Lange Zeit nahm man an, dass McQueen den Mustang während der Dreharbeiten selbst gefahren habe. Dies stimmt nur zum Teil. Einige fahrerisch anspruchsvolle oder gefährliche Szenen wurden von dem berühmten Stuntman und Motorradrennfahrer Bud Ekins gedoubelt. Unterscheiden kann man die jeweiligen Szenen der beiden meistens an der Stellung des Rückspiegels im Mustang. Sieht man die Augen des Fahrers, fährt McQueen selbst, wenn nicht, dann der Stuntman.
Auffällig sind die Schreie der Passagiere, nachdem Bullitt Ross getötet hat. Hier hat man eine ca. 3-Sekunden-Sequenz von Schreien wieder und wieder abgespielt, so dass es sich anhört wie eine defekte Schallplatte.
Der gesamte Film wurde an Originalschauplätzen gedreht.
Der Vorspann des Films wurde von Pablo Ferro entworfen.
Im Film ist niemals von der Mafia die Rede, sondern nur von „dem Syndikat“ (im Original: „the Organisation“). Auch tragen alle Mafiosi Namen ohne typisch italienische Anklänge. So wurde aus der Figur Johnny Rossi der Buchvorlage im Film John E. Ross.
Als Schluss-Gag steigt Chalmers in ein Auto mit dem Aufkleber „Support your local police“ (Unterstützen Sie Ihre örtliche Polizei).
Szenen mit McQueen im Mustang wurden in den 1990er Jahren für einen Werbespot für den Ford Puma verwendet.

## Kritiken
Für das Lexikon des internationalen Films war Bullitt ein „[a]uf Hochspannung getrimmter Action-Film; effektvoll inszeniert und psychologisch glaubwürdig“. Cinema bezeichnete den Film als „Klassiker des modernen Polizeikrimis“, der zum Vorbild zahlreicher Actionkracher wurde. Auch der Evangelische Film-Beobachter ist voll des Lobes: „Gepflegt-perfekter amerikanischer Kriminalreißer mit einem angenehm unterkühlt spielenden Steve McQueen und interessanten psychologischen, soziologischen und politischen Streiflichtern. Für erwachsene Freunde des Genres gut anschaubar.“

## Auszeichnungen (Auswahl)
- Frank P. Keller erhielt 1969 einen Oscar für den besten Schnitt. Des Weiteren gab es eine Nominierung für den besten Ton.
- Ebenfalls 1969 wurde der Film in der Kategorie Best Motion Picture bei den Edgar Allan Poe Awards ausgezeichnet.
- Im Jahr 2007 wurde der Film in das National Film Registry aufgenommen.

## Synchronisation
Die deutsche Synchronisation wurde 1968 von der Ultra-Film-Synchron GmbH, Berlin erstellt.
| Rolle             | Darsteller           | Deutsche Stimme        |
| ----------------- | -------------------- | ---------------------- |
| Killer            | John Aprea           | Ernst Wilhelm Borchert |
| Weissberg         | Robert Duvall        | Heinz Palm             |
| Cpt. Baker        | Norman Fell          | Werner Peters          |
| Det. Delgetti     | Don Gordon           | Rolf Schult            |
| Lt. Frank Bullitt | Steve McQueen        | Klaus Kindler          |
| Cpt. Sam Bennet   | Simon Oakland        | Hans Dieter Zeidler    |
| Albert Rennick    | Felice Orlandi       | Heinz Petruo           |
| Dr. Westcott      | Ed Peck              | Christian Brückner     |
| Det. Carl Stanton | Carl Reindel         | Klaus Sonnenschein     |
| Dr. Willard       | Georg Stanford Brown | Michael Chevalier      |
| Informant Eddy    | Justin Tarr          | Eric Vaessen           |
| Pete Ross         | Vic Tayback          | Edgar Ott              |
| Walter Chalmers   | Robert Vaughn        | Niels Clausnitzer      |
| Cathy             | Jacqueline Bisset    | Renate Küster          |